# Іцик Мангер
Іцик Мангер (30 травня 1901, Чернівці, Австро-Угорщина — 21 лютого 1969, Тель-Авів, Ізраїль) — єврейський поет, який писав на їдиш.

## Біографія
Мангер був сином кравця. Батько був настільки захоплений літературою, що називав її «літератора» (комбінуючи зі словом Тора). З гімназії Іцка виключили за погане поводження та розіграші. В 1921 р. Мангер почав публікувати вірші в періодиці, а незабаром після цього оселився в Бухаресті, де співпрацював в місцевих газетах на ідиш і час від часу читав лекції з іспанської та румунської мов.
В 1927 р. Мангер переїхав до Варшави, де протікало в той період найінтенсивніше культурне життя, пов'язане з ідишем. В 1929 р. вийшла його перша книга віршів «Зірки на даху» (їд. Штерн АФН дах), зустрінута критикою і літераторами з таким ентузіазмом, що вже в наступному році Мангер був запрошений, разом з Ісаком Башевис-Зінгером і кількома іншими авторами, стати співзасновником Єврейського ПЕН-клубу. Надалі аж до 1938 р. Мангер брав найактивнішу участь у варшавському літературному житті: він випустив ще п'ять книг поезій, а також збірку  нарисів з історії літератури на ідиш, постійно виступав зі своїми творами, широко друкувався в періодиці, деякий час випускав власний літературний журнал. Писав і п'єси для театрів, які йшли у Варшаві і в Бухаресті з чималим успіхом. Особливо популярна була «Ді Мегіле».
В 1938 р., із зростанням антисемітських настроїв у Польщі, Мангер покинув країну, відправившись спочатку в Париж. Після багаторічних поневірянь, викликаних Другою світовою війною, він влаштувався в 1947 р. в Лондоні де отримав британське громадянство. Через 10 років переїхав до Нью-Йорку, де видавалися його нові і старі твори, і йшли з великим успіхом його п'єси. В 1967 р. Мангер переїхав до Ізраїлю, де і провів решту своїх днів. Помер у Гедері (Ізраїль) в 1969.
Багато віршів Мангера були покладені на музику і стали популярними піснями. Найвідоміші: «Ойфн Вег штейт а Бойм», «Дос лід фун дер голденер паве» ( «Золотий павич») та десятки інших. Знаменита також музична комедія «Megile lider» на музику ізраїльського композитора дова Зельцера. Цей спектакль йшов багато разів в Ізраїлі, в США, в Канаді, в Німеччині. У 1998 році чергова постановка цієї вистави в Дрездені мала великий успіх. Видано повний текст з перекладом на німецьку і з нотами всіх мелодій. У 2004 році Єврейський Університет в Єрусалимі в академічній серії «Антологія ідішской пісні» видав том 7 «Вибрані пісні Іцка Мангер» з перекладом на іврит та англійською мовою. У Радянському Союзі Іцка Мангер ніколи не видавали і офіційно не згадували, а його пісні, що виконувалися в окремих концертах на ідиш, оголошувалися як «народні». Вірші Мангера включені в «Антології світової поезії», видану за ініціативою ЮНЕСКО у 1961 р.